# Ahmed Cherkaoui (peintre)
Pour les articles homonymes, voir Ahmed Cherkaoui et Cherkaoui.
Ahmed Cherkaoui (Bejaâd, 2 octobre 1934 - Casablanca, 17 août 1967) est l’un des piliers de la peinture contemporaine et des premiers plasticiens qui ont exercé les beaux arts au Maroc.

## Son enfance
Ahmed Cherkaoui est né le 2 octobre 1934 dans la ville de Bejaâd. Sa mère est d’origine berbère du Moyen Atlas, descendant de la tribu des Zayanes, réputée
pour son art du tissage. Son père est conservateur, issu de la grande famille Cherkaoui dont le grand-père, Mohamed Cherki, est un soufi célèbre. Ahmed Cherkaoui quitte sa ville natale dès son jeune âge avec sa famille pour la ville de Béni Mellal. L’été 1941, Ahmed Cherkaoui, âgé de 7 ans, perd sa mère à cause de la typhoïde.

## Parcours scolaire et professionnel
Ahmed Cherkaoui apprend le Coran au Msid, son père décide de l’inscrire à l’école des fils des notables à Casablanca. L’art est inné chez Ahmed Cherkaoui, son parcours artistique a commencé depuis son jeune âge. « Il dessinait des arbres, des cigognes ou des minarets sur ses cahiers pendant les cours », raconte Mohamed Cherkaoui, son frère aîné.
Ahmed Cherkaoui s’engage comme chef de groupe au Scoutisme Hassania Marocaine. Il travaille comme calligraphe au Journal Al Alam et au journal Al Ray Alaam. Il conçoit des affiches et des banderoles pour la droguerie Atlas à Casablanca (Atlas est un producteur de peinture au Maroc).
Grâce à l’aide financière de son frère aîné, Mohamed Cherkaoui il peut poursuivre à partir de 1956 ses études en France à l'École des Métiers d'Art de Paris, dans la section Arts graphiques, dont il reçoit le diplôme en 1959. C’est ainsi qu’il perfectionne son savoir-faire en calligraphie et création d'affiches. Juste après l’obtention de son diplôme, il travaille comme concepteur de maquettes pour les pochettes de disques du département oriental de la maison de production Pathé-Marconi. Pendant ses trois années ses premières peintures, figuratives, sont des paysages marocains. Encouragé par Monique de Gouvenain, alors responsable du Foyer des Étudiants Maghrébins et par la suite directrice de la Galerie Solstice, il réalise en 1959 sa première exposition à l’atelier de l'imprimerie Lucienne Thalheimer à Paris
Ahmed Cherkaoui s’inscrit en 1960 à l'École des Beaux Arts de Paris dans l'atelier de Jean Aujame et découvre en avril les travaux de Roger Bissière à l'occasion de la rétrospective qui leur est consacrée au Musée d'Art moderne de Paris. Ayant reçu en 1961 une bourse d'un an pour étudier à l'Académie des Beaux-Arts de Varsovie et fréquentant l’atelier de Henryk Stazewski, figure de l’avant-garde artistique, sa peinture évolue au contact des recherches graphiques polonaises et de la découverte de l'œuvre de Paul Klee. En juin, à la fin de son séjour, il expose ses nouvelles œuvres à Varsovie. Parallèlement à ses études, il enseigne la langue française à un groupe d'étudiants.
Au Maroc à partir d'août 1961, Ahmed Cherkaoui traverse une période de doute et d'interrogations. Il s'intéresse alors au graphisme des tatouages et des poteries marocaines. Bientôt il brise la structure de ces signes en les intégrant, en marge de toute allusion figurative, à ses compositions et se constitue son langage personnel. Participant à plusieurs expositions collectives, à Paris comme à Casablanca, il est encouragé par Gaston Diehl, président fondateur du Salon de Mai et alors attaché culturel auprès de l'Ambassade de France au Maroc. Il fait également connaissance d'Abdelkébir Khatibi qui écrira à partir de 1976 plusieurs textes sur sa peinture.
La même année Cherkaoui s'installe à Paris où il travaille à une série de gouaches et de grandes toiles sur lesquelles apparaissent les caractéristiques de son style. En 1962 il présente en mars une exposition personnelle à la galerie d'Ursula Girardon sur la recommandation de Jean-Clarence Lambert dont il a fait la connaissance l'été précédent et participe à l'exposition « Peintres de l'École de Paris et Peintres Marocains » organisée par Gaston Diehl au Théâtre National Mohammed V de Rabat. Invité au Salon de Mai il y rencontre Ludmilla Pereiaslavtzeff Zalewski qu'il épouse le 14 mars 1963. De cette union est né un fils, Nourdine, le 14 février 1964. 
Une bourse de recherches de l’UNESCO permet à Cherkaoui d'approfondir sa connaissance des signes et symboles de l’art amazigh et de la calligraphie arabe,. Il fait partie de l'exposition « École de Paris 1962 » à la Galerie Charpentier.
Cherkaoui est dans les années suivantes présent dans de nombreuses expositions collectives en France et au Maroc. Sur l’initiative de Gaston Diehl, qui fait paraître une plaquette préfacée par Georges Boudaille, il expose à partir de janvier 1963 aux Centres culturels français de Rabat, puis de Tanger et Casablanca. En mars, il figure parmi les « Vingt Peintres Étrangers » au Musée d'Art moderne de Paris et en 1964 parmi les « Dix peintres du Maghreb », présentés par Pierre Gaudibert à la galerie Le Gouvernail, avec Benanteur, Bouqueton, Guermaz et Khadda. En mai 1965 il occupe un poste de professeur de dessin d'art au collège d'enseignement technique de Beaumont-sur-Oise. Cherkaoui participe en 1966 au Festival mondial des arts nègres de Dakar et à l'exposition « Six Peintres du Maghreb » à Paris, présentée en 1967 à Tunis, avec notamment Benanteur et Guermaz.
L'été 1967, Ahmed Cherkaoui décide de revenir s’installer définitivement au Maroc en compagnie de son épouse Ludmilla : « Je cherchais à Paris la célébrité, j'y renonce, je rentre au Maroc, je veux former les enfants de chez nous ; si nous voulons sortir du sous-développement, il nous faut tous mettre la main à la pâte ». À moins de trente-trois ans, il meurt le 17 août 1967 à Casablanca en salle d’opération à cause d'une crise d'appendicite.
Dans les années suivantes, son œuvre est exposée dans plusieurs musées à travers le monde. En 1991 une exposition « Peintres du Maroc : Belkahia, Bellamine, Cherkaoui, Kacimi », est présentée à l'Institut du monde arabe de Paris, qui réalise en 1996 une rétrospective « Cherkaoui ou la passion du signe », en 2008 son frère Mohamed Cherkaoui lui rend hommage avec une exposition à la galerie Delacroix,Tanger. Ahmed Cherkaoui est ainsi reconnu pour son style abstrait et symbolique. Son recours aux signes relève de l’impact de la culture Amazigh et de la calligraphie arabe sur sa personnalité. Il a réussi à développer un style personnel où il a associé tradition et modernité.Œuvres dans les musées et collections publiques

### Maroc
- Fondation Cherkaoui pour l'Art et la Culture

La jeune berbère,1960, pastel sur toile de jute, 44 x 55 cm
Composition en mauve, 1961, huile sur toile de jute, 53 x 61 cm
Le petit masque, 1961,  huile sur toile de jute, 33,5 x 56,5 cm
Bleu, 1962, huile sur toile, 57 x 46 cm
Sans titre, 1963, huile sur toile, 35 x 40 cm
Le Mont des oliviers, 1964, huile sur toile,  90 x 116 cm
le Roi sage, 1964, huile sur toile, 90 x 116 cm
Porte Bleue, 1964 , huile sur toile, 100 x 81 cm
Le vent tourne en Afrique, 1965, huile sur toile, 81 x 100 cm
L'animal, 1965, huile sur toile, 60 x 73 cm
Le masque noir, 1965 , huile sur toile collée sur contreplaqué, 28 x 28,5 cm
Les miroirs noirs V, 1965,  huile sur toile, collée sur contreplaqué, 23 x 28 cm
Les étoiles ensorcelées, 1966, huile sur toile, 65 x 81 cm
Talisman bleu, 1967, huile sur toile, 60 x 73 cm
Tifinagh , 1967, huile sur toile, 81 x 100 cm

### Émirats arabes
- Charjah, Barjeel Art Foundation[5]

Alea, 1965, huile sur toile de jute sur panneau, 60 x 73 cm
Les Miroirs rouges (Red Mirrors), 1965, huile sur toile de jute sur panneau, 44.5 x 49 cm

### France
- Musée d'Art moderne de Paris[6] :

La Prière, 1963-1964, huile sur toile, 115 x 88 cm, Inv. AMVP 1528
Source II, vers 1965, peinture sur carton, 25,2 x 33,5 cm, Inv. AMD 644
- Centre national d'art et de culture Georges-Pompidou, Paris :

Le Couronnement, 1964, huile sur toile, 91 x 119 cm, Inv. FNAC 28551, AM 2013-DEP 35
- Institut du monde arabe, Paris :

Talisman n°3, huile sur toile, 97,3 cm x130 cm, numéro d'inventaire : AC 86-40

### Liban
- Beyrouth, Dalloul Art Foundatio (DAF)[8]

Sans titre, huile sur toile de jute marouflée sur panneau, 27 x 23 cm
Sans titre, huile sur toile de jute marouflée sur panneau, 53 x 38 cm
Sans titre, huile sur toile de jute marouflée sur panneau, 27 x 23 cm
Sans titre, huile sur toile de jute marouflée sur panneau, 22 x 27 cm
Miroirs, huile sur toile de jute marouflée sur panneau, 23 x 27 cm
Clair de lune, huile sur toile de jute marouflée sur panneau, 32,5 x 50 cm

### Qatar
- Doha, Mathaf Arab Museum of Modern Art[9]

Les Points (Points), 1961, huile sur toile, 99,8 x 40,8 cm, Mathaf : Arab Museum of Modern Art, Doha 
Signes (Signs), 1962, technique mixte sur papier, 23,8 x 29,6 cm
Les trois sœurs (The Three Sisters), 1963, huile sur toile, 152 x 130 cm MAT.2015.22.5
La Danse du serpent, 1964, huile sur toile, 85 x 85 cm
Linda, 1965, huile sur jute, 73,2 x 92,5 cm
Les humbles commencements de la pensée et du langage (The humble beginning of thought and language), 1967, huile sur toile, 97 x 130 cm MAT.2007.1.1696
Talisman rouge, 1967, huile sur toile, 81 x 100 cm MAT.2013.13.25

## Prix
1962 : médaille de bronze au 10e Salon Interministériel, Paris, France 

## Expositions
(liste non exhaustive)
- 1959 : Première exposition personnelle à l’atelier de l'imprimerie Lucienne Thalheimer, Paris.
- 1960:  Exposition personnelle à la Maison de l'Union, Casablanca.
- 1960 : Salon de la jeune Peinture, Rabat.
- 1961 : Exposition personnelle galerie Krzywe-Koło, Varsovie - Salon d’automne, Casablanca - IIème Biennale des jeunes, Paris -  Exposition personnelle, Goethe Institut, Casablanca.
- 1962 : Exposition personnelle, galerie Ursula Girardon, Paris - Peintres de l’école de Paris et peintres Marocains, exposition présentée par Gaston Diehl, Théâtre National Mohammed V, Rabat - Salon de Mai, Paris - Options, galerie Ursula Girardon, Paris - Galerie La Hune, Paris – École de Paris 1962, galerie Charpentier, Paris - Xè salon interministériel, Paris.
- 1963 : Exposition personnelle, centres culturels français de Rabat, Casablanca et Tanger - Vingt Peintres étrangers, Musée d'Art moderne de Paris - Exposition internationale, Musée national des Beaux-Arts d'Alger - 2000 Ans d’Art au Maroc, Galerie Charpentier, Paris - Exposition personnelle, Galerie Rue de Seine, Casablanca - Ille Biennale des jeunes, Paris - Autour du jeu, Galerie Ursula Girardon, Paris - Rencontre Internationale, Rabat.
- 1964 : Exposition personnelle, Galerie Jeanne Castel, Paris - Dix peintres du Maghreb, galerie Le Gouvernail, Paris - Tendances, Galerie Le Fleuve, Paris, - Action et Réflexion, Galerie A, Paris - Du Labyrinthe à la Chambre d’Amour, Tokyo.
- 1965 : Exposition personnelle, Karlstad (Suède) - Exposition personnelle au Goethe Institut de Casablanca - Exposition de groupe, galerie Jeanne Castel, Johannesburg – L’art actuel au Maroc, Palacio del Cristal de Retiro, Madrid - Peintres marocains, galerie Bab Rouah, Rabat.
- 1966 : Festival mondial des arts nègres, Dakar - Exposition collective, galerie Solstice, Paris - exposition collective, Alwyn gallery, Londres - Six peintres de Maghreb, galerie Peintres du monde, Paris.
- 1967 : Six Peintres du Maghreb, galerie des Arts, Tunis - Exposition personnelle, Galerie Solstice, Paris - L'Âge du Jazz, Musée Galliéra, Paris[1],[4].

Après la mort de CherKaoui de nombreux hommages sont organisés et des expositions organisées à Paris, New Delhi, Rabat, Grenoble, Ostende, Liège, Casablanca.

## Citations
- « Lorsque j’ai vu Bissière pour la première fois, j’ai été tellement ému que j’ai pleuré, j’ai éprouvé un choc terrible devant ses œuvres. J’avais devant moi la beauté incarnée. »
- « Crois-tu vraiment que j’aie senti le besoin de me raconter par toiles interposées ? J’ai engagé un combat qui est le tien. Nous avons partagé les mêmes illusions et nous avons connu les mêmes défaites. »[1]

## Jugements
- « Avoir travaillé avec le linguiste Roland Barthes à développer la sensibilité sémiotique sur les tatouages, la calligraphie, le récit vocal »

Abdelkébir Khatibi
« Vous avez réalisé ce que j’ai toujours cherché à faire »
Edmond Amran El Maleh, Revue Intégral,1974, p. 42 
- « Enfant, ces signes l'intriguaient chez sa mère qui les portait sous forme de tatouages au visage et sur les mains. Il a fait des recherches à travers l'Atlas et dans différentes régions du Maroc (...). Il les admirés sur les poteries anciennes, les bijoux, les tapis, les cuirs des régions sahariennes (...). Il n'a pas reproduit le signe tel qu'il existait dans l'art traditionnel marocain, mais il l'a transposé par les moyens plastiques qui lui sont propres. (...) Il en a fait un langage pictural personnel, par la luminosité de la couleur, sa richesse, sa densité ».

Mohamed Sijelmassi
- « Le peintre marocain Ahmed Cherkaoui, mort à 33 ans en 1967, a eu cette passion du signe et toute sa peinture – abstraite - est une lecture des plus beaux tapis de son Maroc natal. Une réinterprétation subtile et sublime de cet art si ancien et si moderne. »

Tahar Ben Jelloun

### Monographies et catalogues d'expositions personnelles
(liste chronologique)
- La peinture de Ahmed Cherkaoui, textes par Edmond Amran El Maleh, Abdelkébir Khatibi, Toni Maraini ; photos par Mohamed Melehi, édition trilingue (français / anglais / arabe), Casablanca, éditions Shoof, 1976, 193 p. (ill.)
- Ahmed Cherkaoui, Grenoble, Musée de peinture et de sculpture, avril-juin 1980, 20 p. (ill.).
- Ahmed Cherkaoui, La passion du signe, textes de Mohamed Bennouna, Brahim Alaoui, Abdelkébir Khatibi, Edmond Amran El Maleh et Jean-Clarence Lambert, Paris, édition bilingue (français / anglais), éditions Revue noire / Institut du monde arabe  (publié à l'occasion de l'exposition, Paris, Institut du monde arabe, 15 octobre-15 décembre 1996), 1996, 188 p., 130 reproductions couleurs.
- Ahmed Cherkaoui, collection personnelle de Mohamed  Cherkaoui, textes de Aziz Charkaoui, Edmond Amran El Maleh, Abdelkébir Khatibi, jean Lacouture et  Jean-Pierre Van Tieghem, Institut français du Nord, Tanger, 2008, 60 p.
- Ahmed Cherkaoui, Entre modernité et enracinement, textes de Brahim Alaoui, Abdelkébir Khatibi, Fatima-Zahra Lakrissa, Toni Maraini, Michel Gauthier, Edmond Amran El Maleh, édition bilingue (français / arabe), Fondation Nationale des Musées du Maroc, 2018, 196 p. (ill.).

### Ouvrages généraux et catalogues d'expositions collectives
- Mohamed Sijelmassi, La peinture marocaine, Paris, éditions Jean-Pierre Taillandier, 1972.
- Peintres du Maroc : Belkahia, Bellamine, Cherkaoui, Kacimi, Paris, Institut du monde arabe, 1991, 86 p. (ill.).